# Saururus cernuus
Saururus cernuus là một loài thực vật có hoa trong họ Saururaceae. Loài này được L. miêu tả khoa học đầu tiên năm 1753.